# ساحة ذي قار
ساحة ذي قار ساحة في مدينة دمشق، تقع في نهاية طريق المهاجرين من جهة الغرب، سميت نسبة لمعركة ذي قار التي جرت في الجاهلية بالعراق بين العرب والفرس، وتوحدت فيها قبائل العرب، فكانت أول انتصار لهم على العجم سنة 610م، وتعرف أيضا باسم ساحة خورشيد نسبة لقصر بناه خورشيد المصري، وبإسم ساحة آخر الخط وهي تسمية شائعة على ألسنة الناس للساحة بسبب وقوعها آخر طريق المهاجرين.